# 예룬 빌럼스

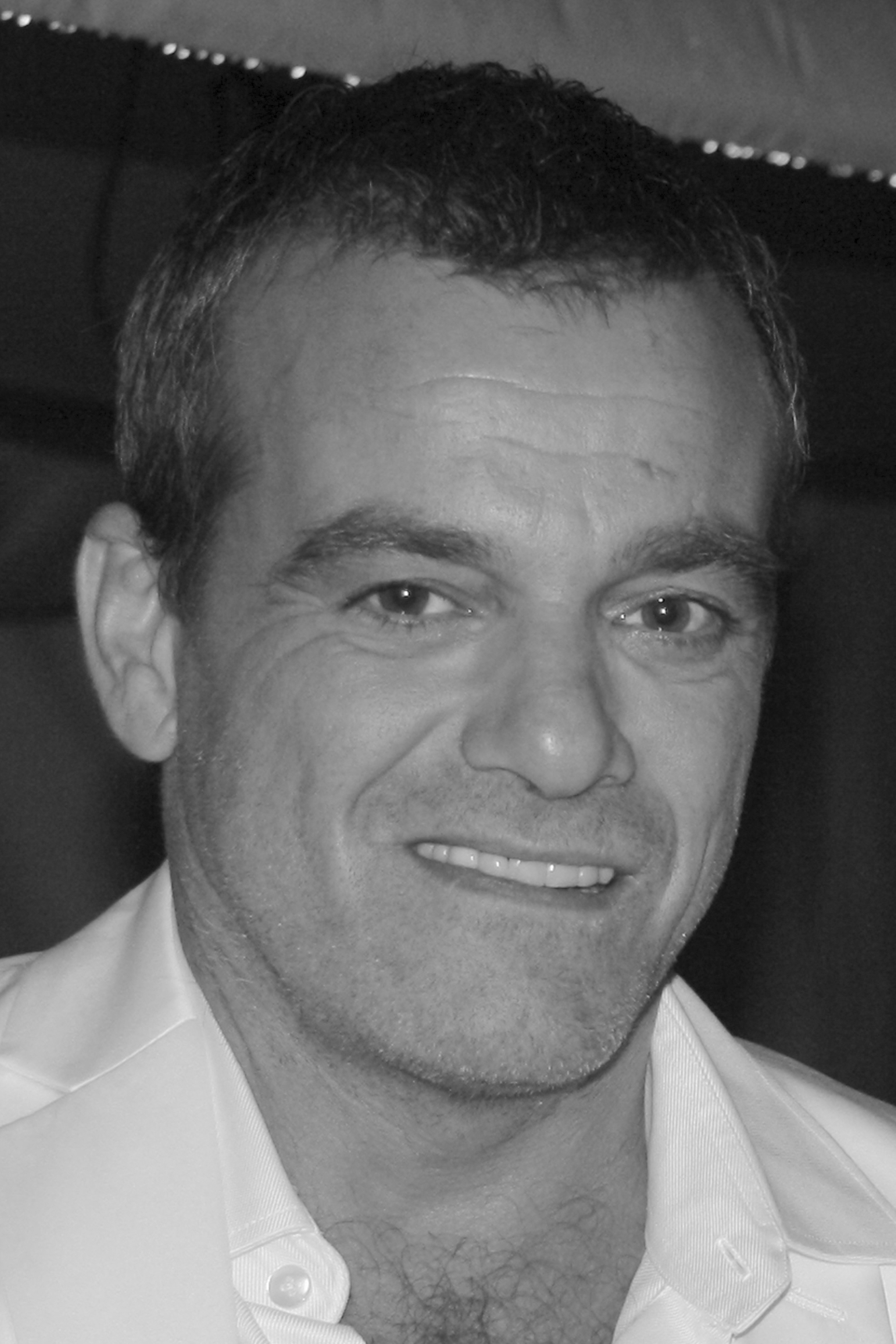

예룬 빌럼스(네덜란드어: Jeroen Willems, 1962년 11월 15일 ~ 2012년 12월 3일)는 네덜란드의 가수, 배우이다.
마스트리흐트에서 태어났으며 암스테르담에서 사망하였다.

## 영화
- 모든 것이 적막한 (2013년)
- 더 레저렉션 오브 어 바스타드 (2013년)
- 레나 (2011년) - 톰 역
- 송스 오브 러브 앤 헤이트 (2010년)
- 기프트 호스 (2009년)
- 카르페 디엠 (2009년)
- 왕의 편지 (2008년)
- 단계들 (2007년)
- 시몬 (2004년)
- 오션스 트웰브 (2004년)
- 소울 어쌔신 (2001년)
- 아렌츠 (1997년)